# Dolmen de Coma Enestapera
El Dolmen de Coma Enestapera, o Estapera, en alguns treballs denominat Dolmen del Coll del Pinyer i en d'altre del Coll de Cerverol, és un dolmen del terme comunal de Cervera de la Marenda, a la comarca del Rosselló, de la Catalunya del Nord.
Està situat al nord del terme, prop del límit amb Banyuls de la Marenda. És al nord-est de la Casa Cremada, al sud-est del Coll del Pinyer i del Puig Joan.
Citat ja el 1884 per Ludovic Martinet i el 1912 per M. Cazurro com a Dolmen del Coll de Cerverol, fou excavat el 1967 per Jean Abélanet i Pere Ponsich. Fou citat el 1987 per Geseart (J. Badia, B. Bofarull, E. Carreras i M. D. Piñero), els quals el citen com a Dolmen del Coll del Pinyer, i el 1998 i 2010 torna a ser citat per Jean Abélanet, qui declara que n'havia oblidat l'emplaçament. Finalment, el 2012 Josep Tarrús l'estudia en profunditat.